# Fergusson Island (Neuseeland)
Fergusson Island ist eine Insel im Doubtful Sound/Patea der Region Southland auf der Südinsel von Neuseeland.

## Geographie
Fergusson Island befindet sich im oberen Bereich des Doubtful Sound/Patea, rund 1,5 km nordnordwestlich der Nachbarinsel Elizabeth Island. Die 84 m hohe Insel besitzt eine Flächenausdehnung von rund 12,3 Hektar und erstreckt sich über eine Länge von rund 635 m in Nordnordwest-Südsüdost-Richtung. Die breiteste Stelle der Insel misst rund 260 m in Ost-West-Richtung. Zu beiden Ufern des Fjords beträgt die Distanz 560 m und 690 m
Die Insel ist gänzlich bewaldet.